# Hipertermia
En medicina y biología, el término hipertermia se define como una temperatura corporal anormalmente alta, siendo por lo tanto el concepto contrario a hipotermia o temperatura corporal excesivamente baja.  Para algunos autores hipertermia es un sinónimo de hiperpirexia. Para otros, la hiperpirexia es una temperatura corporal muy alta que supera los 41 °C y se acerca al máximo tolerado por el cuerpo humano. Sin embargo, no existe acuerdo en esta definición y otros textos consideran como hipertermia cualquier elevación de la temperatura corporal por encima de la normalidad. En la hipertermia oncológica se eleva de forma intencionada la temperatura de una parte del cuerpo como método terapéutico (termoterapia) para el tratamiento del cáncer, en este caso se define hipertermia como la elevación artificial y controlada de la temperatura en el interior de un tumor, sin  superar  los  límites  de  tolerancia  de  los  tejidos  sanos  vecinos. La hipertermia maligna, también llamada hipertermia de la anestesia o hiperpirexia maligna es una respuesta anómala al uso de anestésicos que cursa con temperatura corporal muy alta y pone en peligro la vida del paciente.

## Diferencia entre fiebre e hipertermia
En muchas ocasiones los términos fiebre e hipertemia se intercambian como si fueran sinónimos. Además el concepto de hipertermia es diferente dependiendo del autor. No obstante, se suele considerar que la fiebre se clasifica dependiendo de la temperatura en:
- Febrícula.  Cuando la temperatura corporal no pasa de 38 °C.
- Fiebre moderada. La temperatura oscila entre 38 y 39 °C.
- Fiebre alta. Superior a 39 °C.

La hipertermia se puede clasificar en los siguientes grupos:
- Hipertermia ligera. Entre 37,5 y 38,5 °C
- Hipertermia moderada. Mayor de 38,6 y menor de 40 °C.
- Hipertermia alta. Superior a 40 e inferior a 41 °C.
- Hipertermia extrema. Mayor a 41 °C. En este caso la elevación de la temperatura corporal sobrepasa la capacidad de control del hipotálamo, circunstancia que no ocurre en la fiebre. Muchos autores cuando utilizan el término hipertermia se están refiriendo a la hipertermia extrema. Las temperaturas corporales superiores a 43 °C son causa de mortalidad o de secuelas neurológicas.

## Hipertermia maligna
Es una respuesta hipermetabólica del músculo esquelético tras el uso de anestésicos volátiles como el halotano, sevoflurano y desflurano.  Tras la administración de anestesia se produce en algunas personas un cuadro de elevación de la frecuencia cardiaca y respiratoria, gran aumento de la temperatura corporal, aumento en el consumo de oxígeno y elevación del nivel de dióxido de carbono espirado en sangre. Como consecuencia tiene lugar un cuadro de acidosis, rigidez muscular y rabdomiólisis que puede poner en peligro la vida del paciente. La susceptibilidad a presentar el cuadro afecta a uno de cada 3000 individuos, es de origen genético y se transmite según un patrón autosómico dominante. En la mayoría de los casos está causado por un defecto en el receptor de rianodina que se encuentra en el cromosoma 19q13.1.

## Hipertermia oncológica
La hipertermia oncológica es un método terapéutico que consiste en la elevación intencionada de la temperatura corporal con el fin de destruir el tumor. Es utilizada como tratamiento complementario a la quimioterapia y la radioterapia ya que potencia los efectos destructores que éstas sobre las células cancerígenas. La tecnología médica actual permite utilizar dispositivos que elevan artificialmente la temperatura en una región concreta del cuerpo (hipertermia local). Esta técnica, resulta especialmente eficaz frente al cáncer, ya que la elevación de temperatura de forma local y controlada en el interior de un tumor causa una debilidad en las células cancerígenas. Cuando esto sucede, hablamos de hipertermia oncológica profunda cuyas características son:
- Elevación artificial, controlada y local de la temperatura en el interior de un tumor, entre los 43,5 y los 44 °C durante un tiempo determinado sin superar a los límites de la tolerancia de los tejidos vecinos normales.

- Las células dañadas resultantes son únicamente las cancerígenas, y no las sanas. Esta propiedad se debe a que la elevación de la temperatura en los niveles descritos resulta perjudicial para aquellas células que son hipóxicas y que tienen un Ph bajo, que son precisamente las células tumorales.

- Las células cancerígenas, como las sanas, tienen sus propios mecanismos de defensa. Numerosos estudios internacionales coinciden en señalar la hipertermia oncológica profunda como factor capaz de interferir y neutralizar esas barreras defensivas de la célula tumoral.

- Potencia la apoptosis que es una muerte celular programada provocada por ella misma, con el fin de autocontrolar su desarrollo y crecimiento. Es un mecanismo natural de defensa de nuestro organismo frente al cáncer. La misión de la apoptosis es la de destruir las células dañadas del organismo y de ahí que sea interesante reforzarla para combatir el cáncer, pues este supone la replicación indiscriminada de una célula dañada.